# أيمن العتوم
أيمن علي العتوم (2 مارس/آذار 1972 -) شاعر و‌روائي أردني من مواليد بلدة سوف في جرش شمال الأردن، تلقّى تعليمه الثانوي في الإمارات العربية المتحدة بإمارة عجمان، ثم التحق بجامعة العلوم والتكنولوجيا الأردنية ليحصل على بكالوريوس هندسة مدنية عام 1997، وفي عام 1999 تخرّج في جامعة اليرموك بشهادة بكالوريوس لغة عربية، ثمّ التحق بالجامعة الأردنية ليُكمل مرحلة الدراسات العليا في اللغة العربية وحصل على شهادتي الماجستير و‌الدكتوراة في اللغة العربية في تخصص النَحو واللغة، عامي 2004 و2007، اشتُهر بروايته يا صاحبَي السجن التي صدرت عام 2012 وتعبّر عن تجربة شخصيّة للكاتب في السجون الأردنية خلال عامَي 1996 و1997 بكونه معتقلاً سياسياً. كما له دواوين شعريّة عديدة.
وقد حمل أدب أيمن العتوم الطابع الإسلامي، وذلك يتضح في عناوين رواياته؛ حيث يقتبس أسماءها من آيات القرآن الكريم، كما يظهر ذلك في كثير من قصائده. وقد ساهمت نشأته الاجتماعية؛ إذ والده الدكتور علي العتوم عضو من أعضاء الحركة الإسلامية في الأردن وقتئذ، كما كان لوالده الدور الأكبر في حبّه للغة العربية وآدابها وأهلها إليه؛ لكون والده كان أستاذا للغة العربية في جامعة اليرموك.

## تعليمه
- دكتوراة لغة عربية، الجامعة الأردنية، 2007.
- ماجستير لغة عربية، الجامعة الأردنية، 2004.
- بكالوريوس لغة عربية، جامعة اليرموك، 1999.
- بكالوريوس هندسة مدنية، جامعة العلوم والتكنولوجيا الأردنية، 1997.

## حياته العمليّة
يعمل أيمن العتوم كمُعلّم للغة العربية في عدّة مدارس أردنية، وسبق له وأن عمل في مجال الهندسة المدنية كمهندس تنفيذي في مواقع انشائيّة في عاميّ 1997 و1998

## الأنشطة والأعمال الثقافيّة
- مؤسس لعدد من اللجان الأدبية، والأندية المختصة بالكتاب في جامعة العلوم والتكنولوجيا الأردنية وجامعة اليرموك والجامعة الأردنية بين الأعوام 1994 و1999.
- مشارك في مئات الأمسيات الشعريّة في الأردن والدول العربية «العراق، الإمارات، السودان، قطر، مصر».

## المؤلفات الأدبيّة

### دواوين الشعر
- خذني إلى المسجد الأقصى 2013
- نبوءات الجائعين 2012.[1]
- قلبي عليك حبيبتي 2013.الديوان الشعري الثاني، الصادر عَـن المؤسسة العربية للدراسات والنشر لعام 2013
- الزنابق 2015.
- طيور القدس 2016 [2]

#### المسرحيّات
- مسرحية المشردون، عام 1989 (غير منشورة).
- مسرحية مملكة الشعر، عام 2002 (غير منشورة).

### الروايات
- يا وجه ميسون: رواية في فلسفة الحُب، كتبها عام 1999 ولم ينشرها.
- يا صاحبي السجن: رواية صادرةٌ عن المؤسّسة العربيّة للدّراسات والنّشر في بيروت في عام 2012، وتقع الرّواية في 344 صفحة من القطع المتوسّط، وتحكي تجربة الشّاعر بين عامي 1996 و1997.
- يسمعون حسيسها: رواية صدرت في أكتوبر 2012 عن المؤسّسة العربيّة للدّراسات والنّشر في بيروت، تقع الرواية في 365 صفحة وتحكي مُعايشات سجين تدمري قضى 17 عاماً (1980 - 1997) في السجون السوريّة كمُعتقل سياسي، وتدور أحداث الرواية في سجني الخطيب وتَدمُرْ العسكريين، وقد صدر من الرواية سبع طبعات حتى الآن.

- اسمه أحمد: رواية صدرت عام 2017، بطلها الجندي أحمد الدقامسة الذي قام بقتل سبع يهوديات وجرح آخرين عام 1997 في منطقة الباقورة في الأغوار الأردنية[3] كان هدف الدقامسة الرد على مجازر الصهاينة في فلسطين، وكذلك الردّ على اتفاقيات السلام مع اليهود وبخاصة اتفاقية وادي عربة التي أُبرِمتْ بين الجانبَين الأردني والإسرائيليّ.[4][5][6]
- تسعة عشر: [7][8][9]
- طريق جهنّم: [10][11]
- ذائقة الموت: رواية تدور حول ثلاثة مواضيع هي الحب، الموت، والحرية وذلك في 25 فصل و408 صفحة وقد صدر من الرواية حتى الآن أحد عشر طبعة
- حديث الجنود: رواية صدرت في شهر شباط من عام 2014 وتقع الرواية في 63 فصل و 470 صفحة. وقد منعت دائرة المطبوعات الأردنية من تداول وتوزيع الرواية بعد وصول الطبعة الثانية إلى الحدود الأردنية من دار النشر الخاصة في بيروت.[12] وقد صدر من الرواية ثلاث طبعات حتى الآن ويحاكم الكاتب أيمن العتوم أمام القضاء جرّاء قرار المنع الذي تعرضت له الرواية.
- نفر من الجن: رواية صدرت عن المؤسسة العربية للدراسات والنشر في أيلول / سبتمبر 2014، وقد تم توقيعها في معرض عمان الدولي للكتاب 2014.
- كلمة الله
- خاوية: رواية صدرت عام 2016،وجاءت على ثلاثة أقسام.[13]
- أرض الله
- يوم مشهود
- انا يوسف
- طريق جهنم
- هذه سبيلي
- مسغبة
- صوت الحمير
- رؤوس الشياطين
- ستة
- ساحر أو مجنون
- ثلاثية المسيح هي رواية تتكوّن من ثلاثة أجزاء، تُغطّي الفترة المسيحيّة الرّومانيّة.
- فالجُزء الأوّل (عيسى بن مريم) يتحدّث عن ولادة المسيح إلى مقتل يحيى عليه السّلام، وابتِداء ظهور الغضب الإلهيّ لمقتله. نشر عام 2023
- أمّا الجزء الثّاني (الحواريّون) فتتحدّث عن مكائد اليهود في الإيقاع بالمسيح حتّى زيّنوا للحالكم الرّوماني صَلْبَه، إلى أنْ يُرفَع، وتبدأ رِحلة الّتبشير الّتي قادَتْها مريم المجدليّة والحواريّ بطرس الّذي كان يُسمّى الصّخرب. نشر في بداية العام 2024
- رواية رعب (حكاية الحرب في غزة )

### دراسات على أعماله
- آليات السرد وتشكيل الخاطب (قراءات في أدب أيمن العتوم الروائي) لرائد السراحين.
- يعسوب الرواية العربية أيمن عتوم للصديق بشير نصر.
- وهج القناديل قراءات في أدب الشاعر الروائي أيمن العتوم للصديق بشير نصر.

- مقالات نُشرت في المجلات، مثل:
  - استدعاء الرموز في  شعر "أیمن العتوم"، مقال نُشر في مجلة الأكاديمية للدراسات الاجتماعية والإنسانية.
  - الواقعية المعاصرة رواية "تسعة عشر" نموذجا، نُشر في مجلة إشكالات في اللغة والأدب.
  - الانزياح الدلالي في شعر أيمن عتم، ديوان "خُذني إلى المسجد الأقصى" نموذجًا، نُشر في مجلة الأدب العربي.
  - مظاهر أدب المقاومة في دیوان نبوءات الجائعین لأيمن عتوم، نُشر في مجلة الباحث.
  - السيرة الذاتية وتجلياتها في رواية "يا صاحبي السجن"  مقال نُشر في مجلة العمدة في اللسانيات وتحليل الخطاب.

- رسائل دراسات عليا، مثل:
  - البناء الفني في رواية أيمن العتوم "يسمعون حسيسًا".،
  - التماسك النصي في شعر أمين العتوم.
  - تجلي الخطاب الديني في رواية أنا يوسف.
  - الصورة الشعرية عند أيمن العتوم.
  - الفضاء الروائي في رواية "يا صاحبي السجن".
  - القدس في أدب أيمن العتوم. المأساة في رواية "يسمعون حسيسها"، تقنيات السرد في روايات الكاتب "أيمن العتوم".
  - شعـريـة الســرد فـي روايات "أيمـن العـتوم".
  - عتبة العنوان في روايات أيمن العتوم.

## وصلات خارجية
- صفحة أيمن العتوم على موقع Goodreds